# Земфира
Земфира пуним именом Земфира Талгатовна Рамазанова (рус. Земфи́ра Талга́товна Рамаза́нова, башк. Земфира Тәлғәт ҡыҙы Рамаҙанова; Уфа, Совјетски Савез, 26. августа 1976) руска је певачица, композиторка и ауторка песама. У својих тринаест година професионалне каријере издала је пет студијских албума, колекцију б-страна и два концертна албума.

## Биографија
Земфира се родила у граду Уфи, у радничком микрореону Черниковка у улици Адмирала Ушакова, где је њена породица живела све до краја 1990-их година. Земфира је башкирско-татарског порекла. Њен отац, Талгат Талхојевич Рамазанов, учитељ је историје, а мајка, Флорида Хакимовна лекар. Старији брат Рамиљ Рамазанов погинуо је несрећним случајем за време подводног риболова.
Од пете године похађа музичку школу, смер клавир, где су је примили у хор као солисту. Тада је први пут наступила на телевизији: отпевала је на локалној телевизији дечју песмицу, а са седам година написала је прву песму
Већ се у предшколском узрасту одушевила музиком. У школи је учествоваола истовремено чак у седам секција, али ипак нагласак је стављала на музику и кошарку; завршила је музичку школу с одличним, а почетком 1990. године постала је капитен женске јуниорске репрезентације Русије у кошарци.
Паралелно је учила да свира гитару и директно на улици је изводила песме руских група „Кино“, „Акваријум“, „Наутилус Помпилус“, према неким верзијама – песме на енглеском језику певача Џорџа Мајкла и Фредија Меркјурија. Након завршетка школе пред њом је стајао тежак избор: музика или кошарка. Девојка је изабрала музику и уписала се одмах на другу годину студија на Уфски факултет за уметност, које је завршила с одличним успехом (тзв. „црвена диплома“). Након факултета додатно је зарађивала у уфским ресторанима, певајући песме уз пратњу колеге из генерације, саксофониста Влада Колчина.
Године 1996. почиње да ради као спикер на уфској радио станици „Јевропа пљус“, где је снимала рекламне шпице. У то време покушава писати песме у програму „Cakewalk“ које ће касније ући на њен први албум „Земфира“ (песме „Снег“, „Почему“, „Синоптик“, „Ракети“). Такође учествује као други вокал у то време популарној групи „Спектр Ејс“. (њен пратећи вокал може се чути у песми „Как жаљ, што он не негр“)
Земфира снима свој први демо диск с режисером звука Аркадијем Мухтаровим, а истовремено окупља властиту групу. Први музичар с којим је почела да ради јесте басиста Ринат Ахмадијев. Ринат доводи бубњара Сергеја Созинова и они започињу са заједничким пробама на којима Земфира истовремено свира на гитари и на клавијатурама. Група је попуњена доласком клавијатуриста Сергеја Мирољубова и недостаје само соло гитара. Место попуњава Вадим Соловјов који се придружује групи након једног од концерата.
Касета с демо снимцима групе, на којој су се налазиле три песме, „Снег“, „-140“ и „Скандал“ путем новинара долази у руке продуцента групе „Мумиј Трољ“ Леонида Бурлакова, који одлучује да сними њихов први студијски албум. Снимање је трајало пар месеци 1998. године у тонском студију „Мосфилма“. Режисер звука био је Владимир Овчиников, продуцентом звука и певач групе „Мумиј Трољ“ Иља Лагутенко. Уз њих учествују и други чланови групе „Мумиј Трољ“, гитариста Јуриј Цалер и бубњар Олег Пунгин.

## Дискографија

### Студијски албуми
- „Земфира“ (рус. Земфира), 1999.
- „Опрости ми моја љубави“ (рус. Прости меня моя любовь), 2000.
- „Четрнаест недеља тишине“ (рус. Четырнадцать недель тишины), 2002.
- „Вендета“ (рус. Вендетта), 2005.
- „Хвала“ (рус. Спасибо), 2007.
- „Z-Sides“, 2010. (колекција до тада необјављених песама)
- „Живети у твојоj глави“ (рус. Жить в твоей голове), 2013.
- „Бордерлайн“ (рус. Бордерлайн), 2021.

### Концертни албуми
- „Земфира.Live“ (рус. Земфира.Live), 2006. (настао је за време турнеје „Вендетта“)
- „Земфира.Live2“ (рус. Земфира.Live2), 2009. (настао је за време турнеје „Спасибо“)

### Синглови
- „Снег/Небо Лондона“ (рус. Снег/Небо Лондона), 1999.
- „Довиђења“ (рус. До свидания), 2000.
- „Трафик“ (рус. Трафик), 2001.
- „Небомореоблака“ (рус. Небомореоблака), 2004.
- „10 дечака“ (рус. 10 мальчиков), 2008. (колекција ремиксева песме „Дечак“ - рус. „Мальчик“)
- „Нема шансе“ (рус. Без шансов), 2011.
- „Дењги“ (рус. Деньги), 2012.

### Колекције
- „KINOproby Tribute Виктор Цој“ (рус. КИНОпробы. Tribute Виктор Цой), 2000. (песме „Кукушка“ и „Каждују ноч“)
- „Хвала, Вендета“ (рус. Спасибо, Вендетта), 2007. (колекција 20 песама)
- „Земфира. Подарочноје изданије“ (рус. Земфира. Подарочное издание), 2010. (реиздање првих три студијских албума, „Земфира“, „Прости мења моја љубов“, „Четyрнадцат' недељ тишини“)

### Филмска музика
- Документарни филм, 1996. (песма на башкирском језику)
- Брат 2 (рус. Брат 2), 2000. (песма "Искала")
- Каменскаја: не мешајте палачу (рус. Каменская: не мешайте палачу), 2000. (песма „Лондон“)
- Богиња: как ја пољубила (рус. Богиня: как я полюбила), 2004. (песма „Љубов', как случајнаја смерт'“)
- Љубов' в бољшом городе (рус. Любовь в большом городе), 2009. (песма „Почему“)
- Мелодија дља шарманки (рус. Мелодия для шарманки), 2009. (песме „Ја пољубила Вас“, „Господа“, „Во мне“, „1000 лет“)
- Последњаја сказка Ритy (рус. Последняя сказка Риты), 2012. (музика за филм)

### Филмови и DVD
- ЗЕМФИРАLIVE (рус. ЗЕМФИРАLIVE), 2000. (концерт у Дому културе „Горбунов“)
- Земфира.DVD, 2007. (колекција видеоспотова)
- Зелени театр Земфире (рус. Зелёный театр в Земфире), 2008. (документарни филм-концерт, реж. Р. Литвинова)
- Москва. Крокус/Стрелка (рус. Москва.Крокус/Стрелка), 2010. (снимци концерта у Москви у концертној дворани „Крокус“ и Институту медија, архитектуре и Дизајна „Стрелка“, реж. Р. Литвинова)

## Видеографија
- 1999. СПИД (рус. СПИД), реж. Павел Руминов, Почему (рус. Почему), Ариведерчи (рус. Ариведерчи), реж. Александр Солоха
- 2000. Искала (рус. Искала), реж. Роман Прyгунов, Хочеш (рус. Хочешь), реж. Павел Владимирскиј
- 2001. Опрости мени моја љубови (рус. Прости меня моя любовь), Трафик (рус. Трафик), реж. Ирина Миронова
- 2002. Бесконачност (рус. Бесконечность), реж. Виктор Вилкс
- 2003. Мачо (рус. Мачо), реж. Алексеј Тишкин
- 2004. Прогулка (рус. Прогулка), реж. Рената Литвинова
- 2005. Бљуз (рус. Блюз), Самолет (рус. Самолёт)
- 2007. Итоги (рус. Итоги), Мy разбиваемсја (рус. Мы разбиваемся)
- 2008. Господа (рус. Господа), реж. А. Рамазанов, Снег начнетсја (рус. Снег начнется), реж. А. Лобанов